# العلاقات الإندونيسية الفنلندية
العلاقات الإندونيسية الفنلندية هي العلاقات الثنائية التي تجمع بين إندونيسيا وفنلندا.

## مقارنة بين البلدين
هذه مقارنة عامة ومرجعية للدولتين:
| وجه المقارنة                                              | إندونيسيا         | فنلندا                                                                               |
| --------------------------------------------------------- | ----------------- | ------------------------------------------------------------------------------------ |
| المساحة (كم2)                                             | 1.90 مليون        | 338.42 ألف                                                                           |
| عدد السكان (نسمة)                                         | 263.99 مليون      | 5.52 مليون                                                                           |
| الكثافة السكانية (ن./كم²)                                 | 138.94            | 16.31                                                                                |
| العاصمة                                                   | جاكرتا            | هلسنكي                                                                               |
| اللغة الرسمية                                             | اللغة الإندونيسية | اللغة الفنلندية، اللغة السويدية                                                      |
| العملة                                                    | روبية إندونيسية   | يورو، ماركا فنلندية                                                                  |
| الناتج المحلي الإجمالي (بليون دولار)                      | 1.02 تريليون      | 251.88 مليار                                                                         |
| الناتج المحلي الإجمالي (تعادل القوة الشرائية) بليون دولار | 2.85 تريليون      | 231.84 مليار                                                                         |
| الناتج المحلي الإجمالي الاسمي للفرد دولار أمريكي          | 3.35 ألف          | 42.31 ألف                                                                            |
| الناتج المحلي الإجمالي للفرد دولار أمريكي                 | 10.52 ألف         | 40.68 ألف                                                                            |
| مؤشر التنمية البشرية                                      | 0.684             | 0.883                                                                                |
| رمز المكالمات الدولي                                      | +62               | +358                                                                                 |
| رمز الإنترنت                                              | .id               | .fi                                                                                  |
| المنطقة الزمنية                                           |                   | ت ع م+02:00، ت ع م+03:00، أوروبا/هلسنكي ‏، توقيت شرق أوروبا، توقيت شرق أوروبا الصيفي ‏ |

## منظمات دولية مشتركة
يشترك البلدان في عضوية مجموعة من المنظمات الدولية، منها:
| علم المنظمة | اسم المنظمة                               | تاريخ انضمام إندونيسيا | تاريخ انضمام فنلندا |
| ----------- | ----------------------------------------- | ---------------------- | ------------------- |
|             | بنك التنمية الآسيوي                       | 1966                   | 1966                |
|             | مؤسسة التنمية الدولية                     | 20 أغسطس 1968          | 29 ديسمبر 1960      |
|             | يونسكو                                    | 27 مايو 1950           | 10 أكتوبر 1956      |
|             | وكالة ضمان الاستثمار متعدد الأطراف        | 12 أبريل 1988          | 28 ديسمبر 1988      |
|             | الأمم المتحدة                             | 28 سبتمبر 1950         | 14 ديسمبر 1955      |
|             | الفريق المعني برصد الأرض                  | ?                      | ?                   |
|             | الاتحاد البريدي العالمي                   | ?                      | ?                   |
|             | البنك الدولي للإنشاء والتعمير             | 13 أبريل 1967          | 14 يناير 1948       |
|             | المنظمة الهيدروغرافية الدولية             | ?                      | ?                   |
|             | الاتحاد الدولي للاتصالات                  | 1949                   | 1 سبتمبر 1920       |
|             | منظمة حظر الأسلحة الكيميائية              | ?                      | ?                   |
|             | مؤسسة التمويل الدولية                     | 23 أبريل 1968          | 20 يوليو 1956       |
|             | المركز الدولي لتسوية المنازعات الاستشارية | 28 أكتوبر 1968         | 8 فبراير 1969       |
|             | منظمة التجارة العالمية                    | ?                      | 1995                |
|             | منظمة الشرطة الجنائية الدولية             | 5 أكتوبر 1954          | ?                   |

## وصلات خارجية
- موقع وزارة الخارجية الإندونيسية
- موقع وزارة الخارجية الفنلندية